# 524638 Kaffkamargit
524638 Kaffkamargit è un asteroide della fascia principale. Scoperto nel 2003, presenta un'orbita caratterizzata da un semiasse maggiore pari a 2,9307616 au e da un'eccentricità di 0,2736224, inclinata di 11,63392° rispetto all'eclittica.